# أود بيرغ
أود بيرغ (بالنرويجية: Odd Berg)‏ (و. 1923  م) هو راكب دراجة هوائية، ومتزلج سريع نرويجي، ولد في تروندهايم، شارك في الألعاب الأولمبية الصيفية 1952.

## سباقات أو مراحل فاز بها
| التاريخ | السباق | المركز |
| ------- | ------ | ------ |

## روابط خارجية
- أود بيرغ على موقع أرشيف الدراجات (الإنجليزية)
- أود بيرغ على موقع إحصائيات الدراجات الإحترافية (الإنجليزية)
- أود بيرغ على موقع SpeedSkatingBase.eu (الإنجليزية)
- أود بيرغ على موقع SpeedSkatingNews.info (الإنجليزية)
- أود بيرغ على موقع اللجنة الأولمبية الدولية (الإنجليزية)
- أود بيرغ على موقع أوليمبيديا (الإنجليزية)